# تامور
التامور أو التَّأْمُور أو النِّخَاب هو نوع من الأغشية المصلية، وهو عبارة عن كيس رقيق الجدران يحيط بالقلب ليعطيه مجالا للتحرك دون التعرض لأذى الاحتكاك.
يغلف التامور القلب من الخارج وقسماً من الأوعية الدموية الكبيرة التي تدخل إلى القلب أو تخرج منه. ويتألف من ثلاث طبقات:
الطبقة الخارجية تتكون من نسيج ليفي متين يلتحم بجذور الأوعية الدموية الكبيرة من الأعلى وبالسطح العلوي لعضلة الحجاب الحاجز من الأسفل ويوجد إلى الداخل من هذه الطبقة طبقتان اخريتان للتامور. وهما طبقتان مصليتان رقيقتان وتسميان بالتامور المصلي. فالطبقة الداخلية تلتصق بسطح القلب وتسمى بالطبقة الحشوية، بينما الطبقة الثانية تبطن الطبقة الخارجية الليفية للتامور وتسمى بالطبقة الجدارية.
يوجد بين هاتين الطبقتين المصليتين تجويف به سائل كافي يسهل تقلص وانبساط القلب بأقل احتكاك ممكن. وبالإضافة لهذه الوظيفة، يقوم التامور بالمحافظة على القلب ويساعد على ثباته في موضعه الطبيعي في الجسم.

## التشريح
التامور كيس قوي ذو بنية ليفية مرنة يغطي القلب من جميع جوانبه عدا جذر القلب (مكان التقاء الأوعية الكبرى بالقلب) والمنطقة السفلى (حيث يوجد التامور المصلي الذي يغطي السطح العلوي للوتر المركزي للحجاب الحاجز). التامور الليفي بنية نصف صلبة، أما التامور المصلي فهو لين.
الظهارة المتوسطة التي تشكل التامور المصلي نفسها تغطي القلب بالنخاب (التامور الحشوي)، ما يكوّن غشاءً مصليًا متصلًا ينغلف على نفسه ليشكل سطحين متقابلين (باطن التامور الليفي وظاهر القلب). يشكل هذا الانغلاف فراغًا حول القلب شبيهًا بالجيب بين السطحين المصليين المتقابلين، يعرف باسم الجيب التاموري، أو جوف التامور، وتملأ جوف التامور كمية قليلة من السائل المصلي وظيفتها تزليق حركة القلب وحمايته من أي خضة أو صدمة خارجية.

### التامور الليفي
يشكل التامور الليفي الطبقة الخارجية من التامور، ويتكون من نسيج ضام كثيف ورخو. شكله قابل للتغير بعض الشيء، لكنه ليس لينًا وطيّعًا، وذلك لحماية القلب من الضغط المفاجئ والقوى الكليلة من الخارج. يتصل بالغلالة الظاهرة (الطبقة الخارجية) من الأوعية الكبرى المجاورة، ويلتحم بالمنطقة الليفية المركزية من الحجاب الحاجز في جانبه الخلفي. ويتصل بالسطح الخلفي للقص عبر الأربطة القصية التامورية.

### التامور المصلي
التامور المصلي مقسوم إلى جزئين:
- التامور المصلي الجداري الذي يبطن القسم العلوي من كيس التامور ويلتحم مع التامور الليفي التحامًا لا يمكن فكه.
- التامور المصلي الحشوي، المعروف أيضًا باسم النخاب[13]، يغطي العضلة القلبية[14] ويمكن اعتباره غشاءً مصليًا. يتشكل بنسبة كبيرة من ظهارة متوسطة تعلو نسيجًا ضامًا رخوًا غنيًا بالإيلاستين. خلال انقباض البطينين، تتحرك موجة إزالة الاستقطاب من الشغاف (السطح المبطن للقلب) إلى النخاب (السطح المغطي للقلب).

تفيد هاتان الطبقتان في تزليق القلب لمنع الاحتكاك خلال النشاط القلبي.
يمتد التامور المصلي الحشوي إلى جذر الأوعية الكبرى ويتصل بالتامور المصلي الجداري عند القاعدة التشريحية للقلب. يحدث الاتصال في منطقتين: مسارَي التدفق البطيني حيث يغادر الجذع الرئوي والأبهر القلب، ومسارَي الورود حيث يدخل الوريدان الأجوفان العلوي والسفلي القلب. يشكل جذر الأوعية الكبرى وانعكاسات التامور المصلي المرافقة أكياسًا وقنوات أصغر تعرف باسم الجيوب التامورية بالإضافة إلى الرُدوب التامورية المهمة شعاعيًا، إذ يمكن للسائل التاموري أن يتجمع فيها محاكيًا تضخم العقد اللمفية في المَنْصِف.

### المجاورات التشريحية
- يحيط التامور بالقلب وقاعدة الشريان الرئوي والأبهر.
- يتوضع خلف القص والجدار الأمامي للصدر.
- يمر العصب الحجابي الأيمن إلى يمين التامور.
- يمر العصب الحجابي الأيسر فوق التامور من ناحية البطين الأيسر.
- تزود الشرايين التامورية الجزء الخلفي من التامور بالدم.

## الوظيفة
- يُبقي القلب في المَنْصِف ويحد حركته.
- يحمي القلب من العدوى الآتية من الأعضاء الأخرى.
- يمنع تمدد القلب المفرط في حال زيادة الحِمل القلبي الحادة.
- يُزلّق القلب.

## الأهمية السريرية
التهاب التامور حالة تسبب ألمًا صدريًا ينتشر إلى الظهر ويسوء بالاستلقاء. عند المصابين بالتهاب التامور، يمكن سماع الاحتكاكات التامورية عند إصغاء القلب بالسماعة الطبية. يحدث التهاب التامور عادة بعد عدوى فيروسية (الحمى الغدية، الفيروس المضخم للخلايا، فيروس كوكساكي)، وينتج بحالات نادرة عن العدوى الجرثومية، ويمكن أن يحدث بسبب احتشاء في العضلة القلبية. التهاب التامور حالة قصيرة الأمد عادةً، تعالج بنجاح بالمسكنات ومضادات الالتهاب والكولشيسين. في بعض الحالات، يمكن أن يصبح التهاب التامور حالة طويلة الأمد ما يسبّب تندبًا يقيد حركة القلب، وهو ما يعرف بالتهاب التامور المُضيّق (التهاب التامور العاصر). يمكن معالجة التهاب التامور المضيق بإزالة التامور جراحيًا بعملية تدعى استئصال التامور.